# Hoveniersmaandag
De Hoveniersmaandag is de derde maandag in juli en traditioneel de dag waarop de meiden en de knechten op de tuinderijen hun jaarloon ontvingen. De Hoveniersmaandag valt samen met de Utrechtse kermis en jaarmarkt (thans 'piekenkermis').

## Inleiding: St. Eloyen Gasthuis
Het St. Eloyen Gasthuis is het ‘hospice’ van het Utrechtse smedengilde, dat al vanaf het midden van de 15e eeuw aan de Boterstraat is gevestigd. Ondanks de afschaffing van de gilden in de Franse tijd is het gasthuis er nog steeds en heeft de broederschap leden die zich nu dus geen gildebroeders, maar broeders noemen. Zij beheren de bezittingen van het voormalige smedengilde en houden vele oude tradities en gebruiken in stand. Zo ook de Hoveniersmaandag.

## Geschiedenis van de Hoveniersmaandag
Zeker sinds 1900 vieren de broeders van het St. Eloyen Gasthuis de Hoveniersmaandag op wat de eerste dag was van de Utrechtse jaarmarkt met kermis. Over de ware historie staat niets op papier, maar de nodige verhalen doen de ronde en omstreeks 1900 sprak men al over een traditionele dag uit vervlogen tijden. Traditioneel was deze maandag de eerste dag van de Utrechtse kermis, waar de hoveniers (tuinders) met hun meiden en knechten uit de omgeving massaal op afkwamen. Knechten en meiden hadden weer voor een jaar getekend en waren gedeeltelijk betaald en vooruit betaald. Het was een beruchte dag, waarop de kermis drukker en uitbundiger was dan op andere dagen.

### Twee overleveringen over oorsprong
Volgens een van de overleveringen kregen de gildebroeders en de bewoners van het gasthuis bier, biefstuk, brood en Utrechtse wafels, om te voorkomen dat ook zij zich in het platte feestgewoel zouden storten.Een andere, minstens even oude, uitleg is dat op Hoveniersmaandag veel opgewonden hoveniers richting Boterstraat trokken, in de buurt waarvan vroeger bordelen waren en werd getippeld. Om de tuinders te vriend te houden en te zorgen dat zij het gasthuis met rust lieten, zou men hen op biefstuk hebben getrakteerd.Van deze beide mondelinge overleveringen bestaan verschillende versies en de waarheid zal wel ergens in het midden liggen.

### Twintigste eeuw
Toen de Utrechtse kermis in 1915 werd afgeschaft, bleven de regenten en broeders van het gasthuis de traditionele maaltijd voortzetten. Ze serveerden echter geen biefstuk meer, maar gerookte paling. Pas in 1958 maakte deze weer plaats voor de biefstuk met brood van weleer en niet te vergeten bier, met Utrechtse wafels als nagerecht.
Toen de Utrechtse kermis in de vorm van een ‘piekenkermis’ op de Maliebaan in 1988 werd hersteld (de viering van Utrecht-kerkenstad vroeg er als het ware om), vonden de kermisexploitanten het tijd geworden om met de broeders van het gasthuis te ‘verbroederen’. Zij werden met muziek en vaandels uit de Boterstraat opgehaald en naar de kermis gebracht en daar op wafels en drank onthaald. Zo konden de broeders met eigen ogen zien hoe keurig de kermis inmiddels was geworden.
De jaren na de verbroedering werden de wafels door de kermisexploitanten voor de maaltijd op de Hoveniersmaandag naar het gasthuis gebracht. Tien jaar na de verbroedering werd de luisterrijke optocht door de stad nog eens overgedaan. De strijdbijl is nu echt wel definitief begraven.